# 鋭和BBB
鋭和BBB（えいわビースリー）とは、世界平和統一家庭連合（世界基督教統一神霊協会「統一教会」または「統一協会」）の関連企業である統一グループの銃器製造部門、鋭和散弾銃が開発した民生用空気散弾銃である。鋭和B3と表記される場合もあり、欧米圏ではYewha BBB Dynamiteの名称でも知られる。
本項では施条銃身を持つエアライフル版の鋭和3B（えいわスリービー。3-Bとも）についても併せて記載する。

## 背景
統一教会は1950年代より将来の韓国軍への供給も見据えた銃器の独自製造に乗りだし、1958年から1959年頃に鋭和散弾銃(Yewha Shotgun)という空気銃を製造する企業を設立した。鋭和散弾銃は1995年に統一重工業(Tongil Heavy Industries)、2005年にS＆Tダイナミクス社に社名変更を行い、2017年現在も韓国陸軍にブローニングM2重機関銃のライセンス生産品であるK6重機関銃を供給している。なお、製造元を「統一産業(Tongil Industries)」とする場合もあるが、統一グループ内には1988年に「真興機械」（Jin Heung Machinery Co. Ltd.）を前身として2008年より同社名に改称した統一産業会社という銃器部門とは別の工作機械製造部門が存在している事に留意されたい。
1966年、鋭和散弾銃はソウル特別市に程近い九里市水沢洞に空気銃部門を設立し、社名を鋭和散弾銃&エアライフルに改称。1969年までの間にM1ガーランド及びM1カービンに外見が酷似したポンプ式空気銃を統一(トンイル)ブランドで発売、北米への輸出も行っていた。鋭和BBBはこの統一MT1及び統一CT2の後継モデルとして企画された空気銃である。なお、鋭和の空気銃事業には映画『インチョン!』の製作総指揮に名を連ねた事で知られる国際勝共連合の石井光治(いしい みつはる)が中心人物として関わっていた。

## 概要
鋭和BBBは1960年代後半に統一教会信徒である日本人技師団により開発され、1969年2月より発売を開始、日本にも多くが輸入された。鋭和BBBは滑空銃身を持ち、銃身と平行にエアタンクが備え付けられており、銃身先端側に設けられたエアポンプを手動で操作する事で圧縮空気を充填する、今日の空気銃ではプリチャージ・ニューマチック方式(PCP)に分類される空気散弾銃であった。エアポンプは手で操作する以外に、銃口側を地面に向けてポンプロッドを何度も地面に押し付ける事でも操作ができた。エアタンクを満充填するには約150回のポンピングが必要とされており、基本構造はアメリカ合衆国にて1924年から1930年代に掛けて空気散弾銃として販売されたポール M420及び、1942年から1955年に掛けて販売されたヴィンセント空気散弾銃に類似しているとされる。ポール M420とヴィンセント空気散弾銃は真鍮製のショットシェルを使用したが、鋭和BBBは樹脂製のシェルで散弾を保持した。
鋭和BBBは日本国内への輸入にあたり、独自に考案した幾つかの技術について日本特許を取得した。西ドイツのワルサーや米国のクロスマンといったそれまでのポンプ式空気銃は、大きなストロークと操作力で数回のポンピングを行い蓄気を行う構造が主流であったが、鋭和BBBは小型でストロークの短いポンプを数多く操作することで蓄気を図る構造としており、ポンプ自体の操作力が小さく出来る利点があった他、手動エアポンプを取り外してオプションのエアバルブに交換する事で今日のPCP空気銃と同じく外部ポンプを用いた蓄気を行う事も可能とされた。また、機関部の構造は蓄気室の排気弁を逆鈎で押さえ、引金を引くと圧力が開放されるというもので、日本のシャープ・ライフルが1960年に発売したシャープ・パンターゲットの無振動・無撃鉄機構と概念が類似していたが、鋭和BBBは排気弁を二重式のフリーピストンとしており、圧力開放に伴い後退した排気弁を空気ばねの反作用で素早く閉鎖させる事により、蓄気室内の圧力低下を最小限に留め、連発式空気銃として運用する事を可能としていた。排気弁の戻り側ピストンの駆動は蓄気室の圧力により行われるため、引金を戻さなくても自動的に排気弁の閉鎖が完了し、故に引金部にディスコネクター構造を必要としなかった。なお、この二つの特許は日本人信徒で機械技師でもあった中畔芳治(なかあぜ よしじ)らの技師団により申請されたが、中畔は後にセイロジャパンの技師としても活動した足跡が残されており、当時の技師団の居住地は2018年現在、飲料会社のコスモフーズの工場所在地となっている。なお、両社とも統一教会関連の企業と団体の一つとされる企業である。
鋭和BBBの(1968年から1973年に掛けて、日本の公安当局や国会でも問題にされた)最大の特徴は、エアタンクを満充填した後の最初の射撃では約1000フィート毎秒もの銃口初速を発揮する点にあった。実際には1発発射するとエアタンクの圧力が落ちる為、初期の威力を継続するには初弾発射後に10回から20回のポンプの再操作が必要とされているが、この銃口初速は小銃では最も低威力な部類の.22ロングライフル弾にこそ及ばないが、中型拳銃の.380ACP弾に匹敵し、小型拳銃の.32ACP弾や8x22mm南部弾を上回る数値である。韓国では1970年代当時は一般市民が装薬銃を所持する事が厳格に規制されていた為、鋭和BBBのように極めて高初速の空気銃が人気があったという。しかし、日本国内ではこの銃の大量輸入が問題視された結果として、1970年に鳥獣の保護及び管理並びに狩猟の適正化に関する法律が改正され、鋭和BBBを始めとする空気散弾銃は狩猟における禁止猟具に指定され、日本国内ではこれ以後所持や売買が行えなくなった。
鋭和散弾銃はこの法改正に対する対策として、鋭和BBBの銃身をライフリング銃身とし、単発のエアライフルとした鋭和3Bを開発し、日本国内への輸入を継続した。鋭和3Bは鋭和BBBと構造が殆ど変わらず、非常に高い銃口初速を誇った為に1973年の国会でも問題視されたが、単発のエアライフルは中折式スプリング銃などが既に多数が普及している状況であり、輸入規制などは行えなかった。2017年現在、プリチャージ式エアライフルは狩猟・射撃競技用空気銃を購入する際のごく一般的な選択肢として日本国内にも定着している。
鋭和BBBの製造は1970年代までとされているが、鋭和散弾銃は鋭和BBB以外にもファインベルクバウ・M300のデッドコピーともいわれる6連発式の回転弾倉を用い4.5mmペレットを使用する鋭和リボルビングライフルや鋭和ターゲットライフル等を製造していた。
その後の鋭和散弾銃及び統一重工業の空気銃の商品展開は不明な点が多いが、欧米圏のエアライフル愛好家の間では鋭和BBBをはじめ、シンソン、サムヨン、エバニクスなどといった韓国メーカー製の空気銃は外見こそチープで故障も多いが、空気銃に精通した銃工の元で適切に再加工が行われる事で、満充填時に極めて高い銃口初速を発揮する高威力のエアライフルに生まれ変わるとして狩猟用途で隠れた人気があり、鋭和BBBをレストアして現代のプリチャージ式エアライフルのように外部のエアタンクやエアポンプから圧縮空気を供給できるよう改造が行われる例もあるという。米国にも少数が輸出され、1970年代の米国内で「ビーマン・プレシジョン・ライフル」のブランド名で人気があった西ドイツ製のヴァイラウフ社製エアライフルや、ファインベルクバウ製エアライフルと比べて作りは荒く見た目も稚拙であるが、威力が高い事で知られていたという。